# Itasca
Itasca es una villa ubicada en el condado de DuPage en el estado estadounidense de Illinois. En el Censo de 2010 tenía una población de 8649 habitantes y una densidad poblacional de 658,14 personas por km².

## Geografía
Itasca se encuentra ubicada en las coordenadas 41°58′36″N 88°1′8″O / 41.97667, -88.01889. Según la Oficina del Censo de los Estados Unidos, Itasca tiene una superficie total de 13.14 km², de la cual 12.82 km² corresponden a tierra firme y (2.42%) 0.32 km² es agua.

## Demografía
Según el censo de 2010, había 8649 personas residiendo en Itasca. La densidad de población era de 658,14 hab./km². De los 8649 habitantes, Itasca estaba compuesto por el 84.07% blancos, el 2.13% eran afroamericanos, el 0.2% eran amerindios, el 8.45% eran asiáticos, el 0.01% eran isleños del Pacífico, el 3.33% eran de otras razas y el 1.82% pertenecían a dos o más razas. Del total de la población el 10.63% eran hispanos o latinos de cualquier raza.